# La Comtesse Adèle de Toulouse-Lautrec dans le salon du Château de Malromé
La Comtesse Adèle de Toulouse-Lautrec dans le salon du Château de Malromé est un tableau peint en 1886 par Henri de Toulouse-Lautrec. Il mesure 59 × 54 cm. Il est conservé au musée Toulouse-Lautrec à Albi. 
Le château Malromé se situe sur la commune de Saint-André-du-Bois, en Gironde. Il était la demeure familiale du peintre Henri de Toulouse-Lautrec.